# Bourvil
Bourvil (teljes nevén André Robert Raimbourg) (Prétot-Vicquemare, 1917. július 27. – Párizs 16. kerülete, 1970. szeptember 23.) francia színész, komikus és énekes.

## Fiatalkora
Bourvil Prétot-Vicquemare-ban született André Robert Raimbourg néven. Édesapját nem ismerhette meg, mert a férfi még fia születése előtt elesett az első világháborúban. A normandiai Bourville-ben nőtt fel, s e falu nevéből származtatható későbbi művészneve is. Már gyerekkorában sokat szerepelt: előbb trombitálni kezdett egy rezesbandában, majd egyre inkább az énekesi adottságai kerültek előtérbe. Katonai szolgálata alatt már énekes-komikusként szórakoztatta a közönséget.

## Az áttörés
A második világháború és a náci megszállás alatt már a francia rádiók kedvelt műsorszáma Ignace című dala, s így országszerte egyre népszerűbb előadóművésszé vált. Ezután több zenés darabban játszott, de az igazi áttörést a filmszereplés hozta meg számára 1941-től.  A háborút követő években még inkább színpadi színészként bontogatta szárnyait, majd az 1950-es évektől egyre több filmszerepet kapott.

## A mozivásznon
Színészi játékában kitűnően ötvözte a csetlő-botló kisember és a furfangos parasztember figuráját. 1953-ban A három testőr moziváltozatában alakítja Planchet-t, D’Artagnan hűséges szolgálóját, majd a Nyomorultak fogadó-tulajdonosát, Thénardier-t. Első nagy sikerét Autant-Lara rendező Átkelés Párizson című filmjének feketepiaci kereskedőjeként aratta 1956-ban. Gyakran személyesített meg a vásári komédiák hagyományain alapuló, gyarlóságukban is humoros karaktereket, például Jean Marais oldalán A púpos és A kapitány című filmekben. Bár a tengerentúlon kevéssé volt ismert neve, 1961-ben A leghosszabb nap című háborús eposz, illetve az Azok a csodálatos férfiak kapcsán Bourvil Hollywoodban is észrevétette magát. Többször dolgozott együtt Louis de Funèsszel és Jean Gabinnel. Funès és Bourvil 1964-ben leforgatták Az ügyefogyott (Le Corniaud), majd 1966-ban az Egy kis kiruccanás (La Grande Vadrouille) című filmeket a híres Gérard Oury francia filmrendezővel. Az utóbbi alkotás világsiker lett és az évek folyamán nézettségi rekordokat döntögetett, csak a Titanic című film tudta felülmúlni több mint harminc évvel később. Ez a két film örök barátságot kovácsolt a színészlegendák között. Harmadik közös filmjük a Felszarvazták őfelségét (La Folie des Grandeurs) lett volna, ám ez Bourvil hirtelen halála miatt meghiúsult. A szerepet végül Yves Montand-ra bízták.
1970-ben Párizsban hunyt el Kahler-szindrómában.

## Emlékezete
Mai napig élő népszerűségét mutatja, hogy az első tízben volt a „minden idők legnagyobb franciája” szavazáson 2005-ben.

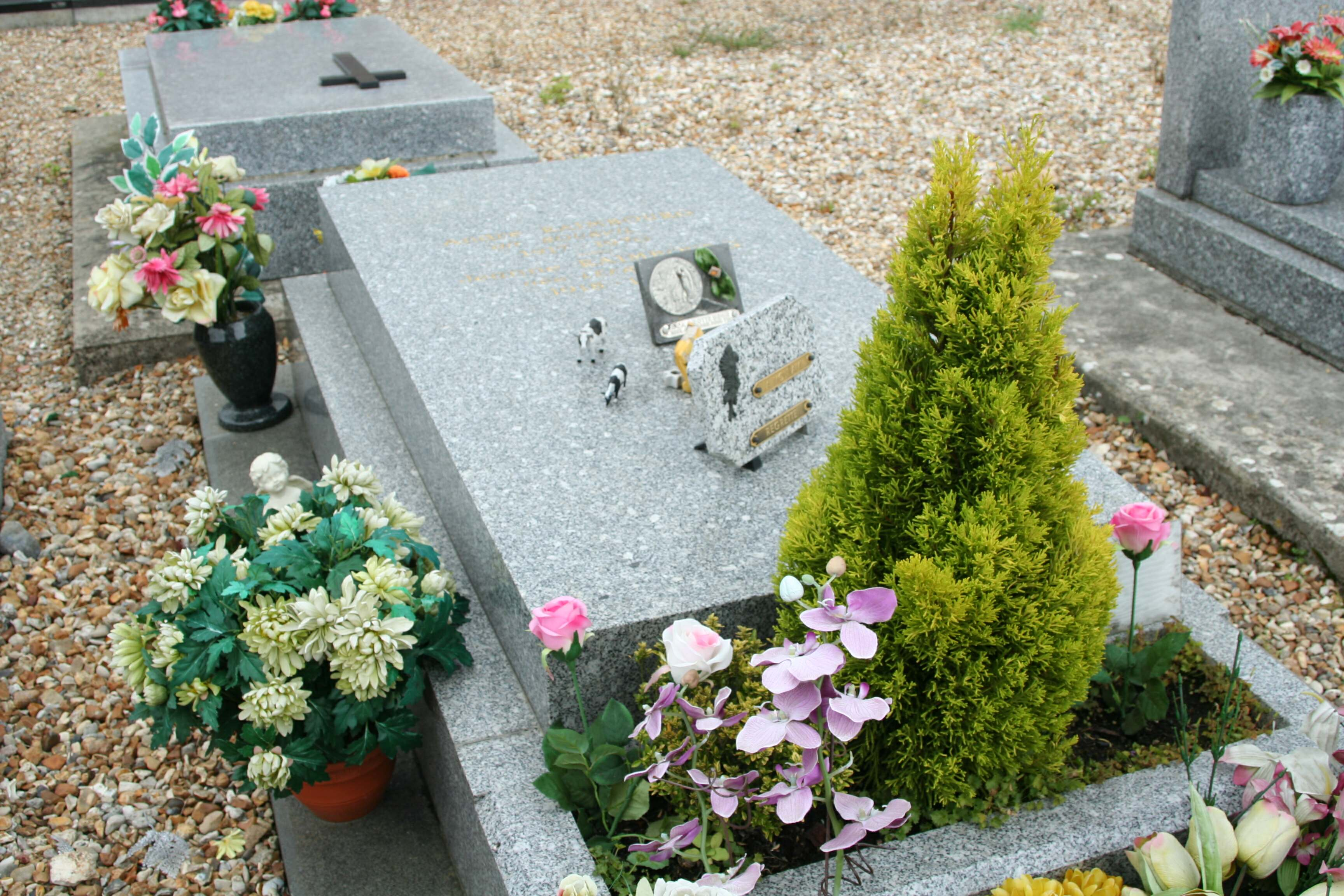
Bourvil sirja a Montainville temetőben

## Filmjei
- Miquette és a mama (1950)
- A faljáró (1951) – Léon Dutilleul
- A normann fogadó (1952)
- A három testőr (1953)
- Csalók és csalik / Poisson d’avril  (1954)
- A Versailles-i kastély (1954) – idegenvezető
- Cadet-Rousselle kalandjai (1954)
- Huszárok (1955)
- Átkelés Párizson (1956)
- Nyomorultak (1958) – Thénardier
- La Jument verte (1959)
- A púpos, Le Bossu (1959)
- Újra egyedül (1960)
- A Kapitány (1960)
- A világ minden aranya (1961)
- A nagyváros örömei (1961)
- A leghosszabb nap (1962) – Lenaux polgármester
- Az igazságszolgáltatás nevében (1962)
- Konyhai csetepaték (1963)
- Az ügyefogyott (1965) – Antoine Maréchal
- Trois enfants dans le désordre (1966)
- Egy kis kiruccanás (1966) – Augustin Bouvet
- A nagymenő (1968)
- Csodálatos férfiak biciklin (1968)
- Pascal karácsonyfája (1969)
- A nagy zsákmány (1969)
- A vörös kör (1970) – Mattei rendőrfelügyelő
- Partraszállás (1970)